# Паращитовидные железы

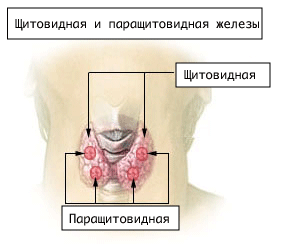
Щитовидная и паращитовидные.

Паращитови́дные же́лезы (паратиреоидные железы, околощитовидные железы, лат. glandulae parathyroidea) — от четырёх до шести (чаще всего четыре — это две верхние и две нижние) небольших эндокринных желёз, преимущественно расположенные по задней поверхности боковых долей щитовидной железы; также нередко встречается нахождение паращитовидных желез внутри ткани щитовидной железы. Общая масса желез составляет 1,18 г.
Впервые описаны шведским медиком Иваром Сандстрёмом в 1880 году.

## Эмбриогенез
Паращитовидные железы развиваются из эпителия третьего и четвёртого жаберных карманов. На 7-й неделе совокупность клеток эпителия обособляется от карманов, мигрируют в каудальном направлении.

## Функция паращитовидных желёз
Паращитовидные железы вырабатывают паратиреоидный гормон, или паратгормон. В клинической практике зачастую встречается, что гормон продуцируют не все из присутствующих желез.
Паращитовидная железа регулирует уровень кальция в организме в узких рамках так, чтобы нервная и двигательная системы функционировали нормально. Когда уровень кальция в крови падает ниже определённого уровня, рецепторы паращитовидной железы, чувствительные к кальцию, активируются и секретируют гормон в кровь. Паратгормон стимулирует остеокласты выделить в кровь кальций из костной ткани.
Физиологическое значение паращитовидной железы состоит в секреции паратгормона.
Врожденное отсутствие или недоразвитие паращитовидных желез, отсутствие их в результате хирургического удаления, нарушения секреции паратгормона, а также нарушение чувствительности к нему рецепторов тканей приводят к патологиям фосфорно-кальциевого обмена в организме и развитию эндокринных заболеваний (гиперпаратиреозу, гипопаратиреозу), заболеваний глаза (катаракты). Удаление её у животных ведет к смерти при явлениях тетании (судорогах).

## Гормон паращитовидной железы
Паратгормон — вырабатывается скоплениями секреторных клеток в паренхиме железы.
- Необходим для поддержания концентрации ионов кальция в крови на физиологическом уровне.
- Снижение уровня ионизированного кальция в крови активирует секрецию паратгормона, который повышает высвобождение кальция из кости за счёт активации остеокластов. (Уровень кальция в крови повышается, но кости теряют жёсткость и легко деформируются.)
- Гормон паращитовидной железы приводит к эффектам, противоположным по действию тиреокальцитонина, секретируемого С-клетками щитовидной железы.

Регуляция деятельности паращитовидных желез осуществляется по принципу обратной связи, регулирующим фактором является уровень кальция в крови, регулирующим гормоном — паратгормон. Основным стимулом к выбросу в кровоток паратгормона служит снижение концентрации кальция в крови (норма 2,25—2,75 ммоль/л, или 9—11 мг/100 мл).
Основная функция паратгормона заключается в поддержании постоянного уровня ионизированного кальция в крови и эту функцию он выполняет, влияя на кости, почки, и посредством витамина D — на кишечник. Как известно, в организме человека содержится около 1 кг кальция, 99 % которого локализуется в костях в форме гидроксиапатита. Около 1 % кальция организма содержится в мягких тканях и во внеклеточном пространстве, где он принимает участие во всех биохимических процессах.
Действие паратгормона на кости. Кость, как известно, состоит из белкового каркаса — матрикса и минералов. Постоянный обмен веществ и структура костной ткани обеспечиваются согласованным действием остеобластов и остеокластов. Остеокласты — клетки, которые участвуют в процессах резорбции, то есть рассасывания костной ткани; действуют только на минерализованную кость и не изменяют матрикс кости. Остеобласты — клетки, участвующие в новообразовании костной ткани и процессах её минерализации.
Действие паратгормона на кость характеризуется двумя фазами. В период ранней фазы происходит увеличение метаболической активности остеокластов, это проявляется в виде выхода кальция из костей и восстановления его уровня во внеклеточной жидкости. В период поздней фазы происходит синтез белка и наблюдаются процессы образования новых клеток, а также повышается синтез лизосомальных и других ферментов, участвующих в процессах резорбции кости. Гиперкальциемия, вызванная паратгормоном, является результатом проявления обеих фаз.
Механизм действия паратгормона на костную ткань осуществляется через цАМФ, активирование цАМФ-зависимых протеинкиназ, фосфолипазы С, диацилглицерина, инозитолтрифосфата и ионов Са. Паратгормон связывается с рецепторами, расположенными на мембранах остеокластов и остеобластов, и в клетках отмечается повышение цАМФ.
При длительной гиперсекреции паратгормона наблюдается не только деминерализация костной ткани, но и деструкция матрикса. Это сопровождается повышением гидроксипролина в плазме крови и экскреции его с мочой.
Действие паратгормона на почки. Паратгормон угнетает реабсорбцию фосфатов, и в некоторой степени натрия и бикарбонатов в проксимальных канальцах почек. Это ведет к фосфатурии и гипофосфатемии. Так же увеличивается реабсорбция кальция в дистальных отделах канальцев, то есть уменьшает выделение кальция наружу. Однако при длительной гиперсекреции паратгормона развивается такая значительная гиперкальциемия, которая, несмотря на повышение реабсорбции кальция, приводит к гиперкальцийурии.
Рецепторы к паратгормону выявлены в клубочке, в проксимальных и дистальных канальцах, а также восходящей части петли Генле. На молекулярном уровне паратгормон основное действие на почки осуществляет через образование цАМФ. Однако, помимо цАМФ, вторичными мессенджерами паратгормона в почках являются диацилглицерин, ионы кальция и инозитолтрифосфат.
Под влиянием паратгормона в почках стимулируется образование активного метаболита витамина D — 1,25-диоксихолекальциферола, который способствует увеличению всасывания кальция из кишечника, посредством активизации специфического кальцийсвязывающего белка. Т.о., действие паратгормона на всасывание кальция из кишечника может быть не прямым, а косвенным. После взаимодействия витамина D с рецепторами клеток слизистой оболочки тонкого кишечника происходит экспрессия гена, ответственного за синтез кальцийсвязывающего белка, получившего название кальбиндина. Кальбиндины представлены в большом количестве в проксимальном отделе кишечника и в почках. Считается, что эти белки ответственны за транспорт кальция через мембрану клеток кишечника и почек соответственно.
Паратгормон уменьшает отложение кальция в хрусталике (при нехватке этого гормона возникает катаракта), оказывает косвенное влияние на все кальцийзависимые ферменты и катализируемые ими реакции, в том числе на реакции, формирующие свертывающую систему крови.
Метаболизируется паратгормон в основном в печени и почках, его экскреция через почки не превышает 1 % от введенного в организм гормона. Период полураспада паратгормона составляет 8—20 мин.

## Расстройства, связанные с паращитовидными железами
Одним из серьёзнейших заболеваний паращитовидных желёз считается гиперактивность одного или более участков паращитовидных желёз, вызывающее выделение слишком большого количества паратгормона в кровь, что может привести к серьёзному дисбалансу кальция в организме. Такое нарушение называется гиперпаратиреоз (впервые описан в 1925), его последствиями могут стать гиперкальциемия и паратиреоидная остеодистрофия (болезнь Реклингхаузена). Лечение гиперпаратиреоза состоит в хирургическом удалении пораженной паращитовидной железы.
Известны случаи, когда при хирургическом удалении щитовидной железы случайно удалялись все паращитовидные железы. Это приводило к скорой смерти, которая следовала за периодом мышечных судорог, что связано с ролью паратиреоидного гормона в обмене кальция (гипокальциемический криз).
Другое расстройство функции паращитовидных желёз — гипопаратиреоз — связано с первичным снижением выработки паратгормона.
Существуют также врождённые патологии, связанные, к примеру, с аплазией паращитовидных желез (и тимуса, так как они развиваются из одного зачатка) — синдром Ди Георга.